# 휘광익전기 은의 시간의 코로나
휘광익전기 은의 시간의 코로나(일본어: 輝光翼戦記 銀の刻のコロナ) 혹은 은빛조각의 코로나(일본어: 銀の刻のコロナ)는 eternal이 개발하고 willplus가 2011년 11월 발매했던 에로게이다. 게임의 장르는 전기물이고, 전반적으로 3D 모션을 사용해 박진감있는 전투라는 게임 플레이가 가능하다. 대부분 은각의 코로나, 은의 각의 코로나 라고도 하며 극히 일부는 은색의 시간의 코로나 라고도 부른다.